# Alcamenes brevicollis
Alcamenes brevicollis är en insektsart som beskrevs av Carl Stål 1878. Alcamenes brevicollis ingår i släktet Alcamenes och familjen Romaleidae. Inga underarter finns listade i Catalogue of Life.